# Club Arc Alpin
Der Club Arc Alpin (CAA) ist der Dachverband der großen Bergsportverbände des Alpenbogens. Der Verband mit Sitz in München stellt nach außen die Interessensvertretung seiner Mitglieder auf internationaler Ebene dar.

## Geschichte
Der Verband wurde im Jahre 1995 in Liechtenstein gegründet. Die Geschäftsstelle des CAA befand sich zunächst in Innsbruck. Im Jahr 2005 erfolgte der Umzug der Geschäftsstelle nach München in das Haus des Deutschen Alpenvereins. Seit 2007 ist der Club Arc Alpin eingetragener Verein in Deutschland.
Die Versammlung des Club Arc Alpin beschloss eine „kollaborierende Mitgliedschaft“ mit der im Jahr 2017 gegründeten European Union of Mountaineering Associations (EUMA).
Klaus-Jürgen Gran war acht Jahre lang (2011 bis 2019) Präsident des CAAs, seine Nachfolgerin wurde Mitte September 2019 Nicole Slupetzky.

## Präsidenten
Eine chronologische Übersicht über alle Präsidenten seit Gründung. Anmerkung: Von 1995 bis 2002 gab es einen rotierenden Vorsitz unter den Mitgliedsverbänden.
| Amtszeit  | Nationalität | Präsident           | Verband |
| --------- | ------------ | ------------------- | ------- |
| 1995–2002 | Diverse      | Rotierender Vorsitz | Diverse |
| 2002–2004 | Italien      | Roberto De Martin   | CAI     |
| 2004–2011 | Deutschland  | Josef Klenner       | DAV     |
| 2011–2019 | Deutschland  | Klaus-Jürgen Gran   | DAV     |
| Seit 2019 | Österreich   | Nicole Slupetzky    | ÖAV     |

## Mitgliedsverbände
Dem Club gehören derzeit die acht großen Bergsportverbände des Alpenbogens an. Der Verein vertritt damit insgesamt etwa 2,5 Millionen Mitglieder.
Im Allgemeinen wird (mit Ausnahme von Südtirol/Italien) aus jedem Alpenland jeweils nur ein Verein als Mitglied aufgenommen.
| Land          | Status       | Verband                      | Kürzel | Seit | Mitglieder |
| ------------- | ------------ | ---------------------------- | ------ | ---- | ---------- |
| Deutschland   | Vollmitglied | Deutscher Alpenverein        | DAV    | 1995 | 1.520.381  |
| Frankreich    | Vollmitglied | Club Alpin Français          | FFCAM  | 1995 | 87.100     |
| Italien       | Vollmitglied | Alpenverein Südtirol         | AVS    | 1995 | 73.550     |
| Italien       | Vollmitglied | Club Alpino Italiano         | CAI    | 1995 | 322.000    |
| Liechtenstein | Vollmitglied | Liechtensteiner Alpenverein  | LAV    | 1995 | 2.800      |
| Österreich    | Vollmitglied | Österreichischer Alpenverein | ÖAV    | 1995 | 649.436    |
| Schweiz       | Vollmitglied | Schweizer Alpen-Club         | SAC    | 1995 | 150.000    |
| Slowenien     | Vollmitglied | Slowenischer Alpenverein     | PZS    | 1995 | 58.000     |

## Gliederung
Die Organe sind die Mitgliederversammlung, der Vorstand, die Kommissionen, die Rechnungsprüfer und das Schiedsgericht.
Die Mitgliederversammlung findet einmal jährlich statt. Sie setzt sich aus den ausgewiesenen Vertretern der Mitgliedsverbände zusammen.
Der Vorstand wird aus dem Präsidenten, dem Vizepräsidenten, dem Kassier sowie zwei weiteren Mitgliedern gebildet.
Kommissionen können von der Mitgliederversammlung zu spezifischen Themen eingerichtet werden und setzen sich aus Vertretern der Mitgliedsverbände zusammen.
Zwei Rechnungsprüfer werden für eine Amtsdauer von vier Jahren von der Mitgliederversammlung gewählt.

## Kommissionen
Die Kommissionen sind Fachgremien und Beratungsorgane des Vorstandes. Sie sind direkt dem Vorstand unterstellt und arbeiten diesem zu. Die Kommissionen sind mit Fachleuten aus den Verbänden besetzt und verfügen daher sowohl über fundierte Fachkenntnisse in den jeweiligen Themengebieten als auch über die Verbundenheit zu ihrem jeweiligen Verband. Derzeit sind im CAA die Kommissionen „Naturschutz und alpine Raumordnung“, die Kommission „Bergsport, Ausbildung und Sicherheit“ sowie die Kommission „Hütten und Wege“ tätig. Die Kommissionen betreiben u. a. den fachlichen Austausch zwischen den Mitgliedsverbänden, erarbeiten im Sinne des CAA Positionen und Strategien zu aktuellen relevanten Themen und unterstützen den Vorstand in seiner Arbeit.

## Aufgaben – Ziele
Der CAA versucht die gemeinsamen Interessen seiner Mitglieder, insbesondere auf dem Gebiet des Alpinismus, des Naturschutzes und der alpinen Raumordnung, der alpenländischen Kultur sowie der im Übereinkommen zum Schutz der Alpen (Alpenkonvention) dokumentierten Ziele wahrzunehmen. „Der CAA versteht sich dabei vorwiegend als Interessensvertretung für den gesamten Alpenraum bei gleichzeitiger Respektierung der Interessen seiner Mitglieder.“
Der Verband besitzt Beobachterstatus bei der Alpenkonvention und hat damit Einsitz in die Gremien dieses internationalen Vertragswerks. „Er engagiert sich dort für eine zügige Umsetzung der Alpenkonvention durch die Vertragsstaaten, um eine nachhaltige Entwicklung des Alpenraumes sicherzustellen.“

## Publikationen
Die Publikationen sind Beispiele der in den Kommissionen erarbeiteten Positionen. Neben der „Charta zum Bergsteigen“, welche als Grundsatzpapier des CAA gilt, zählen dazu das CAA-Positionspapier „Skiwettkämpfe umweltfreundlich“ sowie „Windkraftanlagen im Gebirgsraum“.